# Opitsah: Apache for Sweetheart

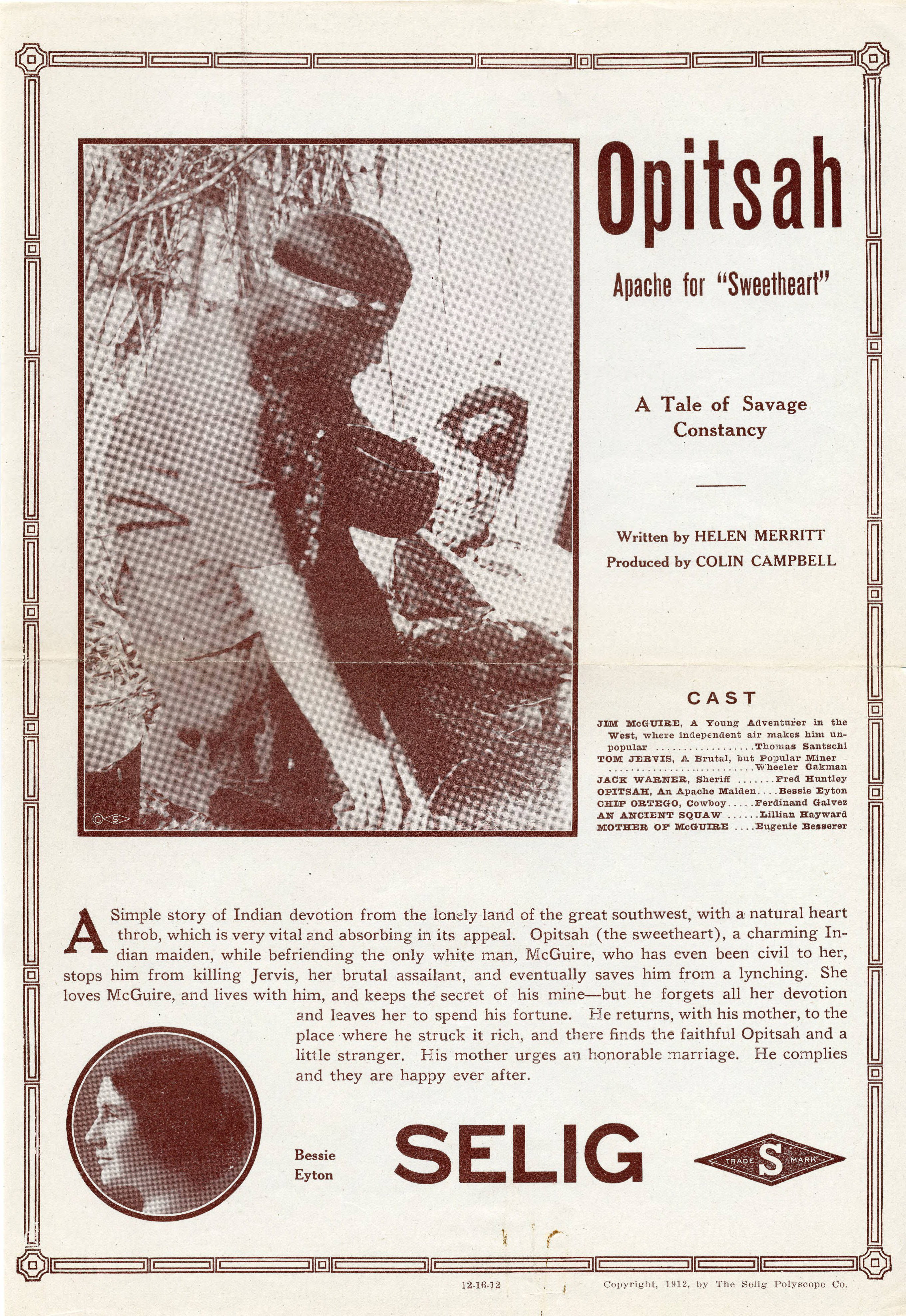
Affiche pour la sortie d'Opitsah, 1912

Opitsah: Apache for Sweetheart est un film muet américain réalisé par Colin Campbell et sorti en 1912.

## Fiche technique
- Réalisation : Colin Campbell
- Scénario : Helen Merritt, d'après son histoire
- Production : William Nicholas Selig
- Date de sortie : États-Unis : 16 décembre 1912

## Distribution
- Tom Santschi : McGuire
- Wheeler Oakman : Jarvis
- Fred Huntley
- Bessie Eyton : Opitsah
- Fernando Gálvez
- Lillian Hayward
- Eugenie Besserer